# Lục Xuân Hưng
Lục Xuân Hưng (sinh ngày 15 tháng 5 năm 1995) là một cầu thủ bóng đá chuyên nghiệp người Việt Nam đang thi đấu ở vị trí trung vệ cho Trường Tươi Bình Phước.

## Danh hiệu
U-19 Việt Nam
- Á quân Giải vô địch bóng đá U19 Đông Nam Á: 2014

Việt Nam
- Giải vô địch bóng đá Đông Nam Á: 2018